# ناتالیا بوزونوا
ناتالیا بوزونوا (انگلیسی: Natalia Buzunova؛ زادهٔ ۴ مارس ۱۹۵۸) بازیکن هاکی روی چمن اهل اتحاد جماهیر شوروی سوسیالیستی است.
او بخشی از اولین ترکیب تاریخ تیم ملی زنان اتحاد جماهیر شوروی بود که در دسامبر 1977 تاسیس شد.
در سال 1980 او با تیم هاکی روی چمن زنان اتحاد جماهیر شوروی در بازی‌های المپیک تابستانی مسکو مدال برنز گرفت. در آن بازی ها او به عنوان مهاجم بازی کرد، 5 بازی انجام داد و 5 گل به ثمر رساند (دو گل به لهستان و هند ، یک گل به چکسلواکی )  .
در سال 1981 او در مسابقات جهانی بوئنوس آیرس برنده مدال برنز شد  .